# Aftonbladets TV-pris
Aftonbladets TV-pris var Sveriges äldsta TV-pris och delades mellan 1983 och 2008 ut varje år efter en tittaromröstning. Till galan 2006 inkom 1,6 miljoner röster från folket och Aftonbladets läsare. TV-priset sändes under ett par år i TV4 med varierande programledare från år till år. I mars 2007 sändes galan i Aftonbladets egen kanal TV7 med Rickard Olsson som programledare.

## Samtliga vinnare

### Huvudkategorier
| År   | Årets svenska program     | Årets kvinnliga tv-personlighet | Årets manliga tv-personlighet | Årets utländska program | Årets utländska kvinnliga tv-person | Årets utländska manliga tv-person |
| ---- | ------------------------- | ------------------------------- | ----------------------------- | ----------------------- | ----------------------------------- | --------------------------------- |
| 1983 | Nöjesmaskinen             | Stina Lundberg                  | Sven Melander                 | Hemliga armén           | Jane Wyman                          | Larry Hagman                      |
| 1984 | Gäster med gester         | Ewonne Winblad                  | Jan Guillou                   | Törnfåglarna            | Sigrid Thornton                     | Richard Chamberlain               |
| 1985 | Nöjesmassakern            | Lill Lindfors                   | Tomas von Brömssen            | Cosby                   | Jenny Seagrove                      | Bill Cosby                        |
| 1986 | Macken                    | Catrin Jacobs                   | Gunnar Arvidson               | Cosby                   | Meryl Streep                        | Bill Cosby                        |
| 1987 | Varuhuset                 | Marika Lindström                | Gunnar Arvidson               | Nord och Syd            | Cybill Shepherd                     | Patrick Swayze                    |
| 1988 | Björnes Magasin           | Christina Schollin              | Lasse Brandeby                | Matador                 | Megan Follows                       | Bill Cosby                        |
| 1989 | Mitt 40-tal               | Solveig Ternström               | Berndt Egerbladh              | Falcon Crest            | Jane Wyman                          | Bill Cosby                        |
| 1990 | Bullen                    | Stina Dabrowski                 | Robert Aschberg               | En röst i natten        | Roseanne Barr                       | John Cleese                       |
| 1991 | Dabrowski (TV-program)    | Stina Dabrowski                 | Robert Aschberg               | Twin Peaks              | Whoopi Goldberg                     | Kyle MacLachlan                   |
| 1992 | Fångarna på fortet        | Cissi Elwin                     | Leif "Loket" Olsson           | Rättvisans män          | Louise Lombard                      | Joe Penny                         |
| 1993 | Rederiet                  | Kristin Kaspersen               | Martin Timell                 | Våra värsta år          | Oprah Winfrey                       | Rowan Atkinson                    |
| 1994 | Svensson, Svensson        | Suzanne Reuter                  | Leif "Loket" Olsson           | Doktor Quinn            | Jane Seymour                        | John Thaw                         |
| 1995 | Tre Kronor                | Maj Fant                        | Robert Gustafsson             | Arkiv X                 | Ricki Lake                          | Rowan Atkinson                    |
| 1996 | Svensson, Svensson        | Suzanne Reuter                  | Robert Gustafsson             | Arkiv X                 | Gillian Anderson                    | David Duchovny                    |
| 1997 | Så ska det låta           | Stina Dabrowski                 | Peter Harryson                | Arkiv X                 | Gillian Anderson                    | Rowan Atkinson                    |
| 1998 | Expedition: Robinson, SVT | Alice Bah Kuhnke, TV4           | Kristian Luuk, TV4            | Ally McBeal, TV4        | Calista Flockhart, TV4              | Jerry Seinfeld, SVT               |
| 1999 | Så ska det låta, SVT      | Agneta Sjödin, TV4              | Kristian Luuk, TV4            | Vänner, Kanal 5         | Calista Flockhart, TV4              | Jerry Seinfeld, SVT               |
| 2000 | Expedition: Robinson, SVT | Suzanne Reuter, SVT             | Kristian Luuk, TV4            | Vänner, Kanal 5         | Jennifer Aniston, Kanal 5           | Michael J Fox, Kanal 5            |
| 2001 | Parlamentet, TV4          | Tina Nordström, SVT             | Kristian Luuk, TV4            | Vänner, Kanal 5         | Jennifer Aniston, Kanal 5           | David Letterman, ZTV              |
| 2002 | Parlamentet, TV4          | Suzanne Reuter, SVT             | Fredrik Lindström, SVT        | Vänner, Kanal 5         | Jennifer Aniston, Kanal 5           | Kiefer Sutherland, TV4            |
| 2003 | Parlamentet, TV4          | Tina Nordström, SVT             | Kristian Luuk, TV4            | Vänner, Kanal 5         | Jennifer Aniston, Kanal 5           | Dr Phil, TV4                      |
| 2004 | Parlamentet, TV4          | Linda Isacsson, TV4             | Kristian Luuk, TV4            | Vänner, Kanal 5         | Jennifer Aniston, Kanal 5           | Matt LeBlanc, Kanal 5             |
| 2005 | På spåret, SVT            | Kattis Ahlström, SVT            | Peter Jihde, SVT              | C.S.I., Kanal 5         |                                     |                                   |
| 2006 | Så ska det låta, SVT      | Tilde de Paula, TV4             | Fredrik Lindström, SVT        | Prison Break, TV3       |                                     |                                   |
| 2007 | På spåret, SVT            | Carolina Gynning, TV4           | Peter Settman, SVT            | House, TV4              |                                     |                                   |
| 2008 | På spåret, SVT            | Carina Berg, TV4,               | Peter Settman, SVT            | Morden i Midsomer, SVT  |                                     |                                   |

### Nya kategorier

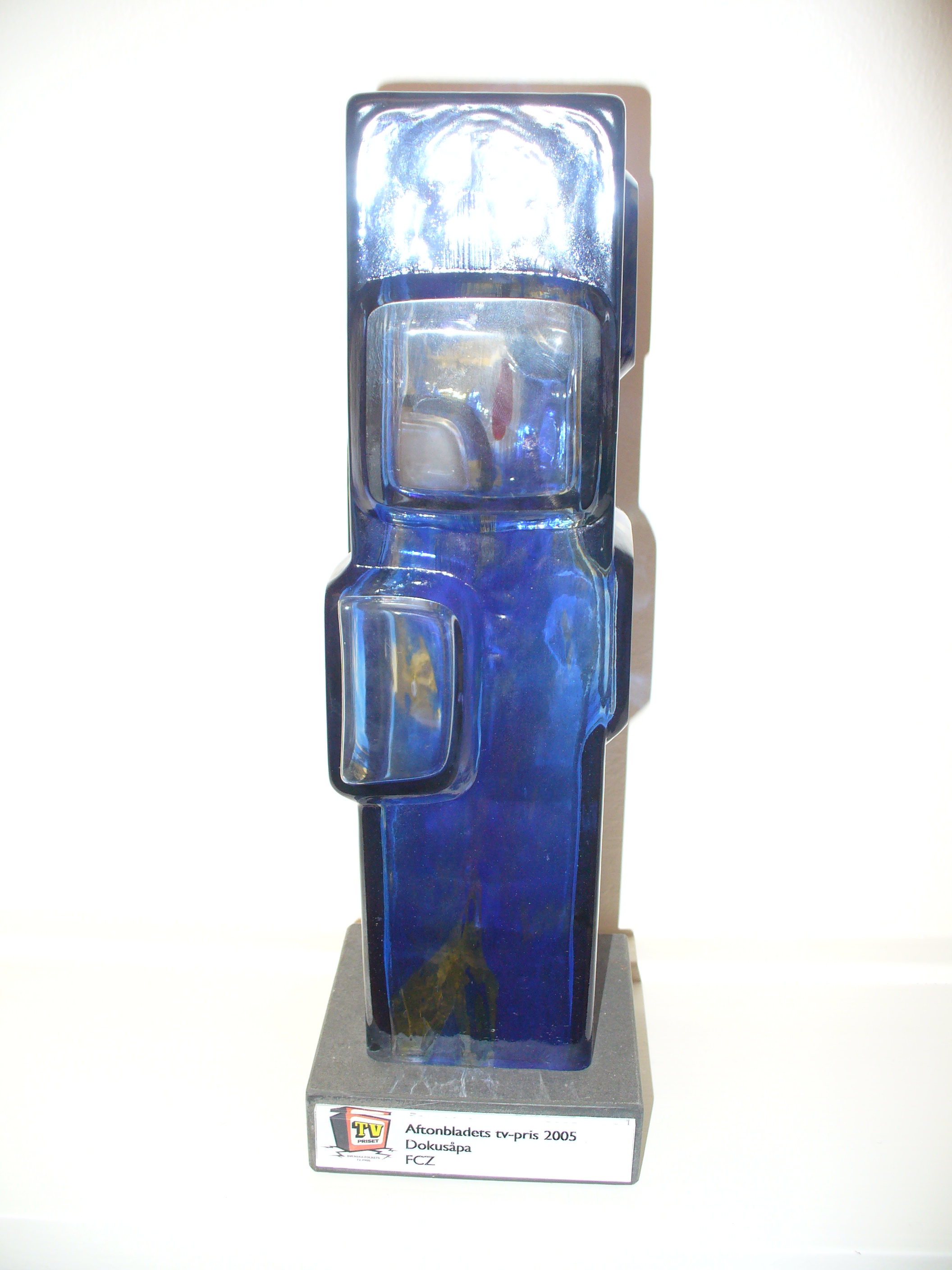
Prisstatyetten 2005.

| 1998 | Expedition: Robinson, SVT | Aspiranterna, SVT       | Kalla Fakta, TV4        | Hjärnkontoret, SVT          | Arne Hegerfors, SVT    | Claes Elfsberg, SVT     |                                   |                                             |                                         |
| 1999 | Så ska det låta, SVT      | Anna Holt, SVT          | Kalla Fakta, TV4        | Hjärnkontoret, SVT          | Arne Hegerfors, SVT    | Claes Elfsberg, SVT     |                                   |                                             |                                         |
| 2000 | Sen kväll med Luuk, TV4   | Skärgårds-doktorn, SVT  | Kalla Fakta, TV4        | Hjärnkontoret, SVT          | Glenn Strömberg, SVT   | Bengt Magnusson, TV4    |                                   |                                             |                                         |
| 2001 | Sen kväll med Luuk, TV4   | Rederiet, SVT           | Kalla Fakta, TV4        | Hjärnkontoret, SVT          | Arne Hegerfors, Canal+ | Bengt Magnusson, TV4    |                                   |                                             |                                         |
| 2002 | Parlamentet, TV4          | Cleo, SVT               | Uppdrag Granskning, SVT | REA, SVT                    | Peter Jihde, SVT       | Katarina Sandström, SVT |                                   |                                             |                                         |
| 2003 | Parlamentet, TV4          | Tusenbröder II, SVT     | Uppdrag Granskning, SVT | REA, SVT                    | Peter Jihde, SVT       | Bengt Magnusson, TV4    | Expedition: Robinson, SVT         |                                             |                                         |
| 2004 | Parlamentet, TV4          | c/o Segemyhr, TV4       | Insider, TV3            | REA, SVT                    | Peter Jihde, SVT       | Bengt Magnusson, TV4    | Big Brother, Kanal 5              |                                             |                                         |
|      | Årets humor-program       | Årets livsstils-program | Årets samhälls-program  | Årets barn/ ungdoms-program | Årets sportprofil      | Årets nyhetsankare      | Årets dokusåpa                    | Årets kvinnliga skådespelerska i tv-program | Årets manliga skådespelare i tv-program |
| 2005 | Parlamentet, TV4          | Roomservice, Kanal 5    | Insider, TV3            | Hjärnkontoret, SVT          | Peter Jihde, SVT       | Bengt Magnusson, TV4    | FC Z, ZTV                         | Ulla Skoog, SVT                             | Mikael Persbrandt, TV4                  |
| 2006 | Hey Baberiba, TV4         | Roomservice, Kanal 5    | Uppdrag granskning, SVT | Bolibompa, SVT              | Peter Jihde, SVT       | Bengt Magnusson, TV4    | Bonde söker fru, TV4              | Tuva Novotny, SVT                           | Kjell Bergqvist, SVT                    |
| 2007 | Parlamentet, TV4          | Roomservice, Kanal 5    | Uppdrag granskning, SVT | Bolibompa, SVT              | André Pops, SVT        | Bengt Magnusson, TV4    | Idol 2007, TV4                    | Johanna Sällström                           | Johan Glans                             |
| 2008 | Mia & Klara , SVT         | Antikrundan, SVT        | Uppdrag granskning, SVT | Hjärnkontoret, SVT          | André Pops, SVT        | Bengt Magnusson, TV4    | I en annan del av Köping, Kanal 5 | Suzanne Reuter (Svensson, Svensson), SVT    | Mikael Persbrandt (Oskyldigt dömd), TV4 |

### Specialpris
- Århundradets svenska kvinnliga (utsedd 1999): Stina Lundberg
- Århundradets svenska manliga (utsedd 1999): Lennart Hyland
- Årets roligaste tv-klipp (2006): Sveriges virilaste 77-åring - Golge, 100 höjdare, Kanal 5

#### Färgkoder
| Färg | TV-Kanal            |
| ---- | ------------------- |
|      | Sveriges Television |
|      | TV3                 |
|      | TV4                 |
|      | Kanal 5             |
|      | ZTV                 |
|      | Canal+              |